# Chiesa di San Barnaba (Brescia)
La chiesa di San Barnaba è un luogo di culto cattolico di Brescia, situato in corso Magenta, prima di piazzale Arnaldo. Di antica fondazione, ha subito numerosi rifacimenti nel corso dei secoli, fino alla ricostruzione barocca che le ha apposto la sontuosa facciata in marmo. Soppresso il convento a cui faceva capo alla fine del Settecento, la chiesa è stata in seguito sconsacrata e infine adibita a auditorium e sala conferenze.

## Storia
La fondazione della chiesa e del convento di San Barnaba si deve a Berardo Maggi, che nell'ultimo ventennio del Duecento fece ricostruire e ingrandire il convento già presente nella zona, donando poi la struttura, dedicata a San Barnaba, agli Eremitani di Sant'Agostino, in realtà già presenti a Brescia ma in luogo non noto. Il favore del vescovo Maggi nei confronti dei frati è dimostrato dall'autorizzazione a loro concessa di dedurre una nuova condotta d'acqua per il convento che ne era privo e pare che in occasione di tale evento egli commissionò la realizzazione di una statua  celebrativa da collocare in una fontana in uno dei due chiostri del convento.

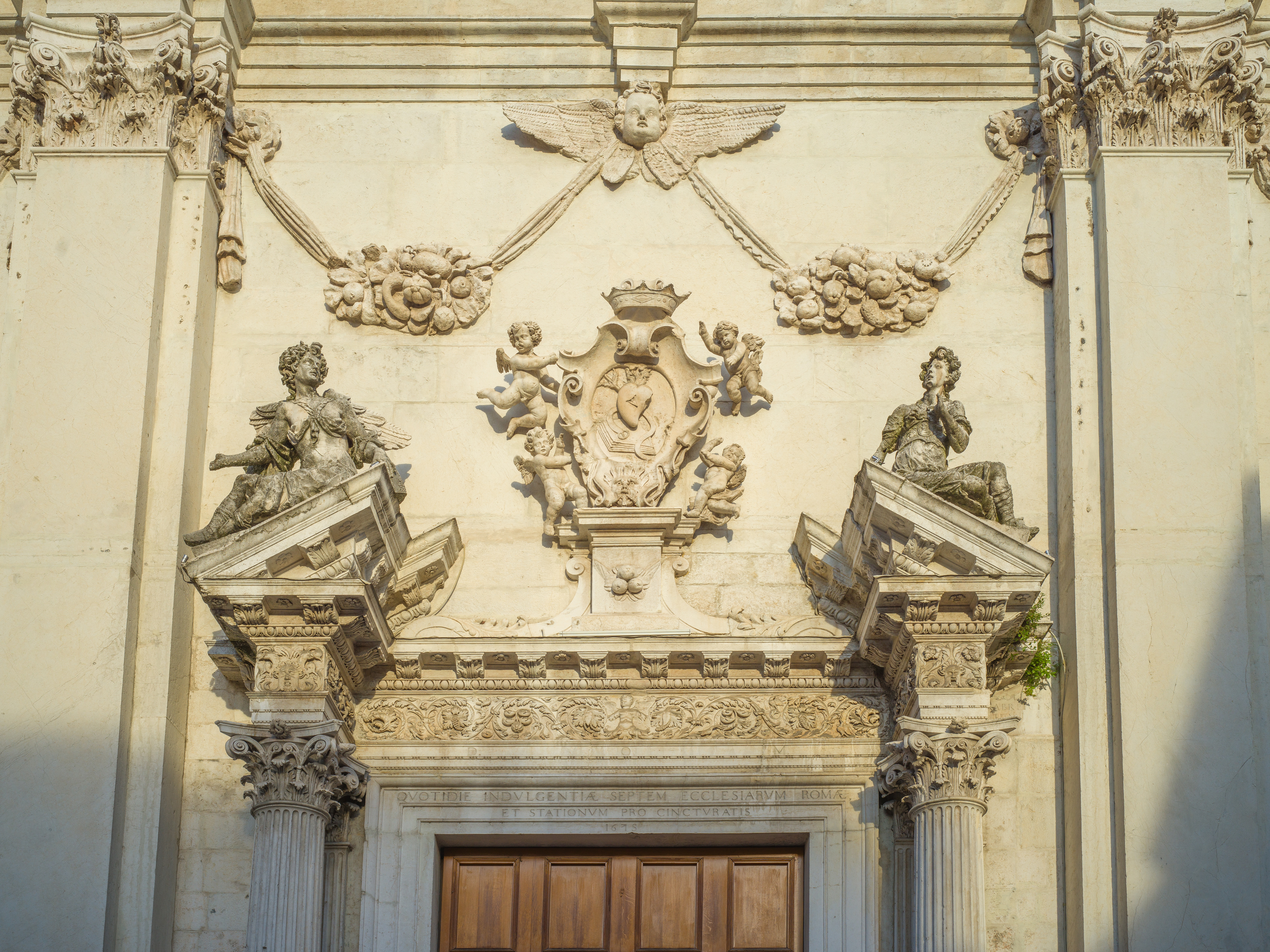
Dettaglio all'ingresso della chiesa di San Barnaba a Brescia.

L'ordine conosce presto una grande diffusione e un notevole successo in città: già nel 1313, ad esempio, le elemosine elargite dal Comune ai frati di San Barnaba era pari a quello dei Francescani e dei Domenicani residenti a Brescia nei rispettivi, importanti conventi. Altro esempio, fra il 1333 e il 1335 la cattedra vescovile vacante fu diretta dal frate agostiniano Tommaso e nel corso del Trecento per altre due volte la carica vescovile fu detenuta da frati di San Barnaba. Nel 1346 la comunità conventuale era composta da trentasette religiosi. Nel secolo successivo, il Quattrocento anche gli Eremitani di San Barnaba, al pari di molti altri enti religiosi bresciani, furono soggetti a un processo di grave decadenza.
Il culmine viene raggiunto nel 1457 quando, a causa della loro condotta scandalosa, furono espulsi dalla città. Il 21 luglio 1457, al loro posto, subentra nel convento una comunità dell'Osservanza di Lombardia del medesimo ordine. Gli osservanti si occuparono presto della ricostruzione di parte della struttura: nel 1490 fu edificato un grande ambiente destinato a biblioteca, dove Giovanni Pietro da Cemmo affrescò un importante ciclo sulla vita di Sant'Agostino.
Non si hanno rilevanti notizie circa la comunità di San Barnaba nei secoli successivi. Fra il 1632 e il 1659 si procedette alla trasformazione barocca della chiesa, rifacendo gli interni e costruendo la maestosa facciata in marmo, il tutto progettato probabilmente da Antonio Comino.
Nel 1797, mentre gli altri monasteri della città venivano sistematicamente aboliti, gli stessi frati dell'Osservanza fecero richiesta di soppressione del convento e per questo, al tempo, furono dichiarati "benemeriti della patria". La chiesa continuò a essere officiata fino alla fine dell'Ottocento, finché anche il suo utilizzo liturgico cadde in disuso fino alla sconsacrazione. Durante il Novecento fu riconvertita in auditorium, mentre i chiostri diventarono sede del Conservatorio Luca Marenzio.

## Opere già nella chiesa
- Vincenzo Civerchio, Francesco Napoletano e aiuti, Polittico di San Nicola da Tolentino, 1495, oggi alla Pinacoteca Tosio Martinengo.